# Pão Pullman

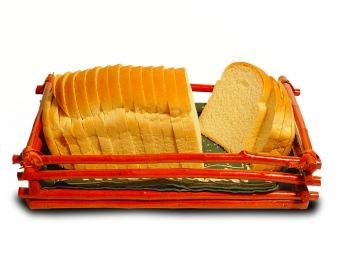
Pão Pullman.

O "pão pullman" é uma marca genérica de "pão de sanduíche" ou "pão de forma," um tipo de pão feito com farinha branca e cozido em uma longa bandeja estreita com tampa.
O nome "Pullman" foi derivado da sua utilização nas cozinhas compactas dos vagões ferroviários Pullman. A Pullman Company é creditada por inventar as assadeiras com tampa usadas para criar os pães quadrados. Três pães Pullman ocupavam o mesmo espaço que dois pães normais de cume arredondado, maximizando o uso do espaço na cozinha Pullman.
No Brasil, na década de 1950, Manoel Correa de Souza Filho, após regresso de viagem aos Estados Unidos, funda a empresa "Pão Americano Ind. e Com. S/A", com tecnologia importada dos estadunidenses. Dessa forma, surgia no mercado brasileiro o pão de forma tradicional: o "pão pullman". A marca Pullman tornou-se uma marca genérica para pães de forma no país, e com o sucesso do produto, a marca expandiu-se para o setor de bolos industrializados e doces. Em 1996, a Pullman foi vendida para a Bunge. Entretanto, em 2001, a Bunge vendeu as marcas Pullman e Plus Vita para o Grupo Bimbo, uma multinacional do México.